# Gartnait II dei Pitti
Gartnait, figlio di Domelch (fl. VI secolo), è stato re dei Pitti.
Secondo gli Annali di Tigernach il suo predecessore, Bridei figlio di Maelchon, morì nel 581, mentre Gartnaidh re dei Pitti morì nel 597. A lui sarebbe succeduto Nechtan nipote di Uerb. Secondo alcuni studiosi Gartnait andrebbe identificato con Gartnait, figlio di Áedán mac Gabráin re di Dál Riata e di Domelch. Se ciò fosse vero Gartnait sarebbe stato padre di Cano mac Gartnáin, protagonista del racconto di IX secolo Scéla Cano meic Gartnáin, e l'eponimo antenato del "genus Gartnáin" dell'isola di Skye.